# Wender Carlos
Wender Carlos Cardoso Nascimento (Cuiabá, 5 de junho de 1977) é um professor e artista plástico brasileiro.

## Biografia e carreira
Iniciou seu estudo em artes aos onze anos no Ateliê Livre da Universidade Federal de Mato Grosso (UFMT) após uma oficina ministrada pelo artista plástico Nilson Pimenta, que foi seu orientador posteriormente.
Wender foi o criador do projeto Labor, no qual retratava o serviço braçal de formas diversas como os roçadores, catadores de papelão e lixeiros, numa tentativa de sensibilizar os governantes na busca de melhorias na qualidade de vida desses trabalhadores.
Ele expôs suas obras na 2.ª Bienal Brasileira de Arte Naif (1994), no 5.º Salão Unama de Pequenos Formatos (1999), no 8.º Salão de Artes Cidade de Itajaí (2001), na 14.ª edição da Bienal Naif do Brasil (2018), na 15.ª Bienal Naïfs do Brasil (2020).
Ele é graduado em Licenciatura Plena em História, pelo Centro Universitário de Várzea Grande (UNIVAG), com especialização em Metodologia do Ensino da História e da Geografia. Além de artista, ele também é professor de história da rede pública estadual.